# Mattia Udom
Mattia James Udom (Bagno a Ripoli, 17 novembre 1993) è un cestista italiano con cittadinanza francese.

## Biografia
È il fratello maggiore di Liam, anch'egli cestista.

## Carriera
Dopo aver iniziato a giocare nell'Affrico Firenze, nel 2010 è passato nelle giovanili della Mens Sana Siena. Nella stagione successiva è stato ceduto in prestito in Divisione Nazionale C al CUS Siena; nel 2012-13 ha disputato la Divisione Nazionale B con l'Affrico, sempre in prestito da Siena.
Nel 2013-14 ha militato in prima squadra in Serie A con Siena, vincendo una Supercoppa Italiana e raggiungendo la finale play-off scudetto.
Nel 2014-15 gioca per la Fortituto Agrigento in Serie A2 raggiungendo la finale play-off promozione.
Nel 2015-16 ritorna a vestire la maglia della Mens Sana Siena in Serie A2.
Il 15 giugno 2022 l'Aquila Trento annuncia il suo ingaggio per la stagione 2022-2023, con opzione per l'anno successivo.

## Statistiche

### Nazionale
| Cronologia completa delle presenze e dei punti in Nazionale - Italia | Cronologia completa delle presenze e dei punti in Nazionale - Italia | Cronologia completa delle presenze e dei punti in Nazionale - Italia | Cronologia completa delle presenze e dei punti in Nazionale - Italia | Cronologia completa delle presenze e dei punti in Nazionale - Italia | Cronologia completa delle presenze e dei punti in Nazionale - Italia | Cronologia completa delle presenze e dei punti in Nazionale - Italia | Cronologia completa delle presenze e dei punti in Nazionale - Italia |
| Data                                                                 | Città                                                                | In casa                                                              | Risultato                                                            | Ospiti                                                               | Competizione                                                         | Punti                                                                | Note                                                                 |
| -------------------------------------------------------------------- | -------------------------------------------------------------------- | -------------------------------------------------------------------- | -------------------------------------------------------------------- | -------------------------------------------------------------------- | -------------------------------------------------------------------- | -------------------------------------------------------------------- | -------------------------------------------------------------------- |
| 29/11/2021                                                           | Milano                                                               | Italia                                                               | 75 - 73                                                              | Paesi Bassi                                                          | Qual. Mondiali 2023                                                  | 5                                                                    | [ 1 ]                                                                |
| 25/06/2022                                                           | Trieste                                                              | Italia                                                               | 71 - 90                                                              | Slovenia                                                             | Amichevole                                                           | 2                                                                    | [ 2 ]                                                                |
| Totale                                                               |                                                                      | Presenze                                                             | 2                                                                    |                                                                      | Punti                                                                | 7                                                                    |                                                                      |

## Palmarès

### Club
- Campionato italiano: 1 (revocato)

Mens Sana Siena: 2011-2012
- Coppa Italia: 1

Mens Sana Siena: 2011
- Supercoppa italiana: 1 (revocato)

Mens Sana Siena: 2013